# Corynocera oliveri
Corynocera oliveri är en tvåvingeart som beskrevs av Carl Johan Lindeberg 1970. Corynocera oliveri ingår i släktet Corynocera och familjen fjädermyggor. Enligt den finländska rödlistan är arten nära hotad i Finland. Arten är reproducerande i Sverige. Artens livsmiljö är sjöar. Inga underarter finns listade i Catalogue of Life.